# 虛構時間假說

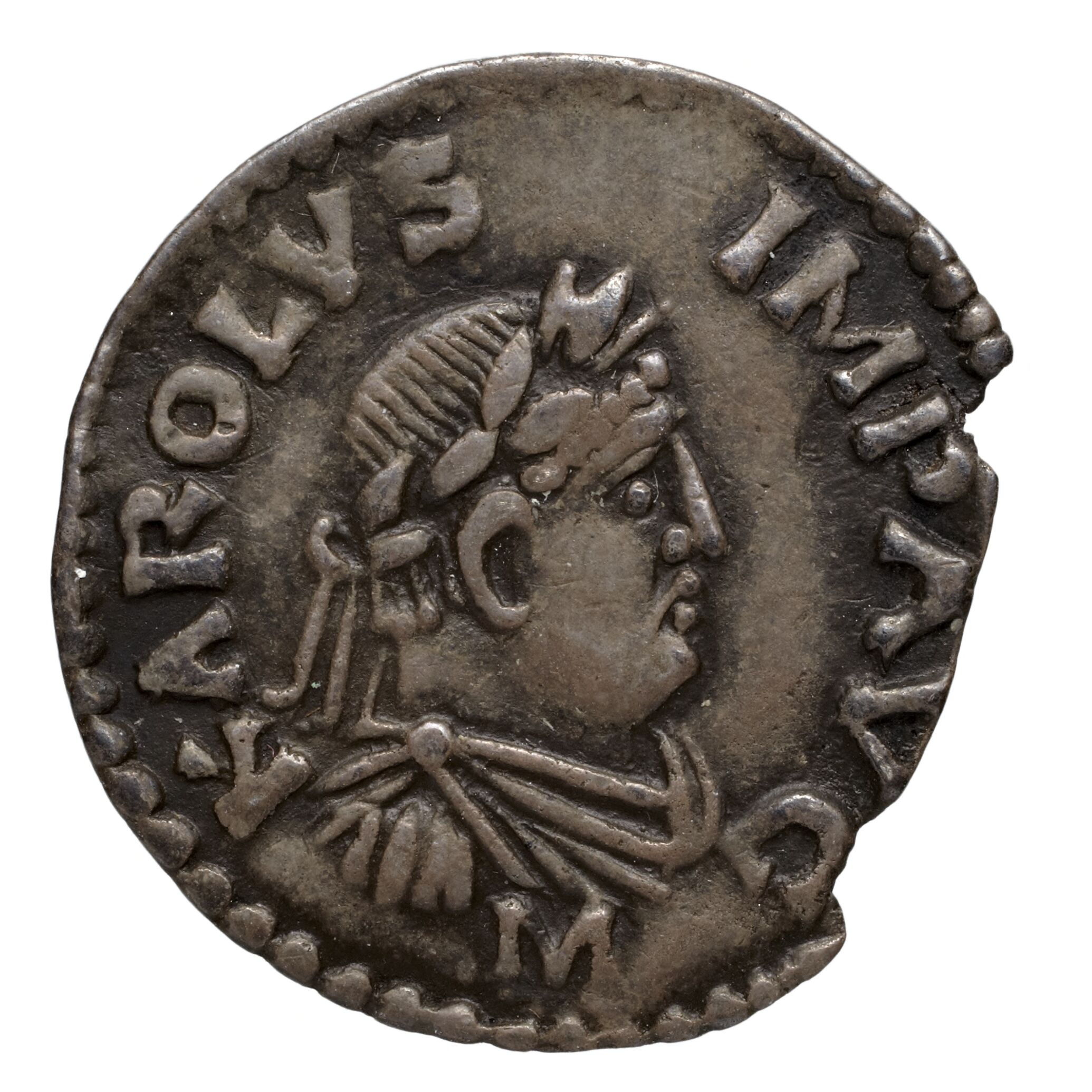
虚构时间假说认为查理曼并不存在。

虛構時間假說，是一個著名的歷史陰謀論，由研究神聖羅馬帝國的歷史學家赫里伯特·伊利格所發現或杜撰。該陰謀論首次於1991年出版，提出神聖羅馬皇帝奧托三世、教宗思維二世和有可能包括拜占庭皇帝君士坦丁七世等人偽造基督紀年系統，令他們出現在公元1000年這個特殊年份中，以及重寫歷史。伊利格相信此舉是通過改造、歪曲或偽造文件及實證達成。根據假說，整個卡洛林王朝和查理大帝這個人物都是偽造的，在中世紀前期加入了約三個世紀（主曆 614年－911年）的「虛構時間」。
各种证据均与这一假说相矛盾，因而它未能得到历史学家的支持，而其他欧洲国家、大部分亚洲以及部分前哥伦布时期美洲的历法也与之相抵触。

## 主要論點
「虛構時間假說」最經常被宣稱的幾個點包括：

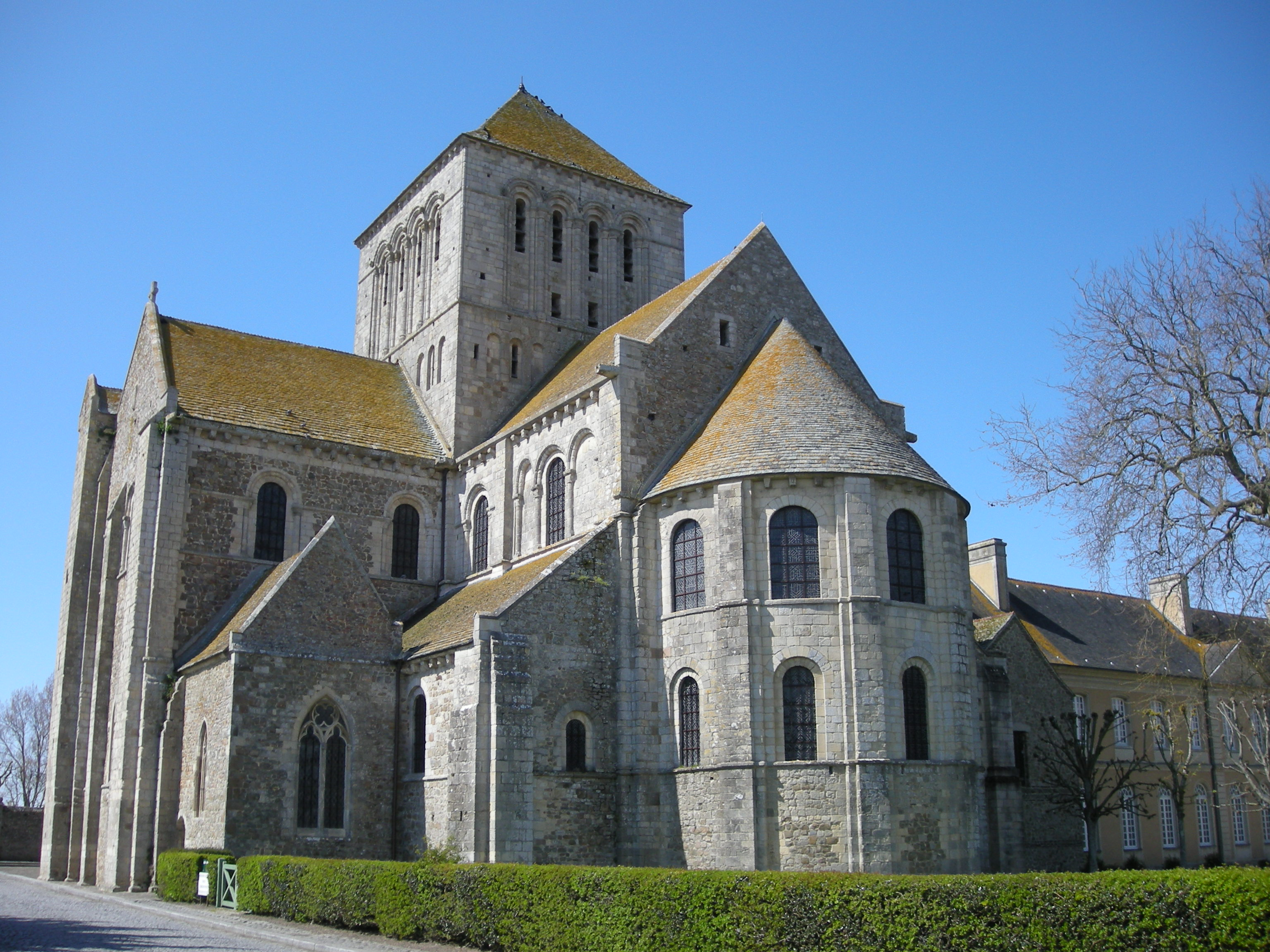
莱赛修道院，典型的罗曼式建筑

- 可以可靠地追溯到公元614～911年期間的考古證據很少。
- 用於最近時期的測年方法，輻射度量法和樹轮年代學，是不准確的。
- 中世紀的歷史學家過於依賴書面資料。
- 羅曼式建築在10世紀西歐的存在表明羅馬時代並不像傳統認為的那麼久遠。
- 在公元1582年引入公曆時，儒略歷和真實（或回归年）日曆之間應該有13天的差異，當時為教宗额我略十三世工作的天文學家和數學家發現民歷只需要調整十天。據此，伊利格得出結論，公元時代已經計算了大約3個世紀，而這三個世紀根本不存在。

## 反對理由
目前歐美的主流歷史學界並不接受這個假說，並能夠提出多個矛盾點：
- 古代天文學的觀測，尤其是公元600年之前歐洲資料引用的日蝕觀測（當時幻影時間會扭曲年表），與通常的年表一致，而不与伊利格的一致。除了其他幾個可能過於模糊而無法反駁幻影時間假說之外，特別是兩個日期的精確度足以質疑該假說。其中之一是公元59年老普林尼的報告。這個日期有一個確認的日蝕。此外，中國唐朝時期的觀測，例如哈雷彗星，與現在的天文學是一致的，沒有添加“幻影時間”[9][10][3]
- 考古遺跡和樹木年代學（樹木年輪年代測定法）等年代測定方法反駁而不是支持“幽靈時間”[4]。
- 格里高利改革從未聲稱要使曆法與儒略曆一致，因為它在公元前45年設立時就已存在，但因為它存在於公元325年，即尼西亞會議的時代，它建立了一種通過定春分點確定復活節星期天日期的方法儒略曆3月21日。到1582年，天文春分發生在儒略曆3月10日，但復活節仍然是從名義上的春分3月21日計算的。在公元前45年，天文春分發生在3月23日左右。伊利格的“三個缺失的世紀”因此對應於公元前45年儒略曆的制定與公元325年尼西亞會議確定復活節日期之間的369年[5]。
- 如果查理曼和加洛林王朝是捏造的，那麼同一時期歐洲其他國家的歷史也必然是相應捏造的，包括盎格魯撒克遜英格蘭、教皇國和拜占庭帝國。“幻影時代”時期還包括穆罕默德的生平和伊斯蘭教向前西羅馬帝國地區的擴張，包括征服西哥特伊比利亞。這段歷史也必須偽造或嚴重錯誤。這也必須與唐朝的歷史相協調中國及其與伊斯蘭世界的接觸，例如怛羅斯之戰[6]。